# Matamigüela
Matamigüela es un cerro situado en el municipio de Cabuérniga, en Cantabria (España). En lo más alto del cerro hay un vértice geodésico REGENTE, que marca una altitud de 888,90 m s. n. m. en la base del pilar. Se puede subir por la carretera que va desde Valle de Cabuérniga hacia Puentenansa. A los cuatro kilómetros y ochocientos metros hay que entrar en una pista, que tras un recorrido de poco más de cuatro kilómetros llega al vértice. Es físicamente apta para recorrerla con vehículos todo terreno.